# Michael Costello
Michael Costello (Sherman Oaks, 20 de enero de 1983) es un diseñador de moda y personalidad televisiva estadounidense. Apareció en la octava temporada de Project Runway y en la primera temporada de Project Runway All Stars. Ha diseñado vestuarios para artistas como Lady Gaga, Kim Kardashian, Delta Goodrem, Kylie Jenner y Nicki Minaj.

## Biografía

### Primeros años
Costello nació el 20 de enero de 1983 en Sherman Oaks, Los Ángeles. Su padre es italo-húngaro y su madre es griega romaní y rusa. Empezó a diseñar ropa a los dos años, dibujando vestidos en las paredes de su habitación. A los quince años se trasladó a Palm Springs, California, y abrió su primera tienda en el 286 de North Palm Canyon Drive. Fue allí donde empezó a hacer piezas a medida para celebridades como Céline Dion, Jennifer López, Toni Braxton, Barry Manilow, Suzanne Somers, Faye Dunaway y Florence Henderson, entre otros.

### Carrera

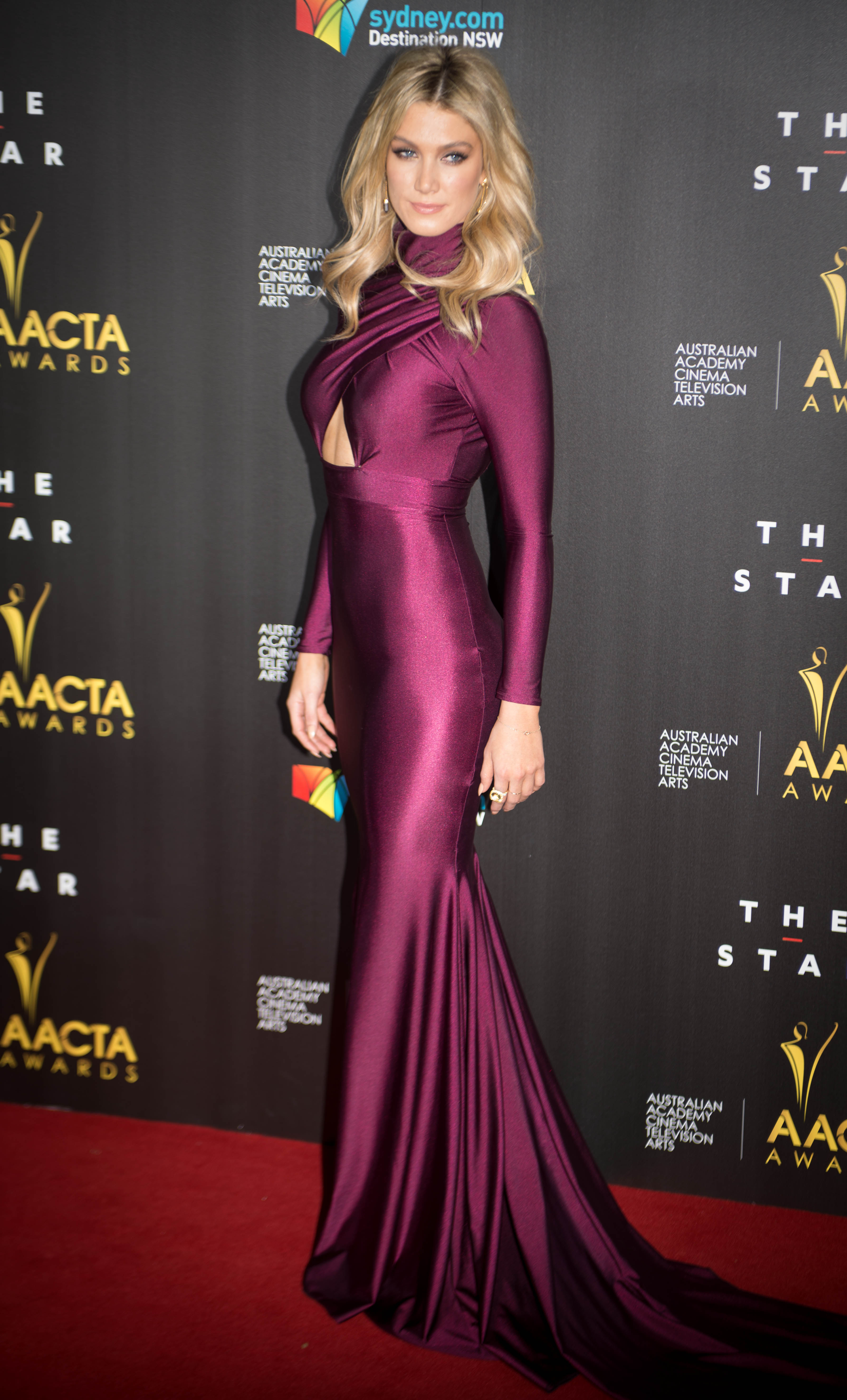
La cantante y actriz australiana Delta Goodrem usando un vestido diseñado por Costello

Logró reconocimiento internacional al diseñar un sombrero y un vestido a juego para la rapera Cardi B en la Semana de la Moda de París. Durante ese periodo de tiempo realizó también diseños para Kylie Jenner y Nicki Minaj.
En 2010 apareció en la octava temporada del programa de telerrealidad Project Runway, en el que terminó en cuarto lugar. Un año después compitió como parte de Project Runway All Stars y finalizó como segundo finalista.
El 26 de enero de 2014 acaparó la atención nacional al vestir a Beyoncé con un vestido de encaje blanco para la 56.ª edición de los Premios Grammy. Costello atribuye ese momento como el punto de inflexión de su carrera. Desde entonces la ha vestido para eventos como la gira On the Run, el tour mundial The Mrs. Carter Show, el homenaje a Stevie Wonder patrocinado por los Grammy y la gala Wearable Art del Museo Afroamericano de California.
En 2016 colaboró con la galardonada diseñadora de vestuario Lou Eyrich para diseñar el vestuario de Lady Gaga para la serie de televisión American Horror Story, lo que llevó al equipo a ganar el premio Primetime Emmy al mejor vestuario para una serie o película.
En julio del mismo año trabajó con Kim Kardashian en la creación de un vestido para la alfombra roja de los Premios ESPY. La sesión fue filmada para el programa Keeping Up With the Kardashians de E! Entertainment Television.
Costello ha aparecido como invitado en programas de televisión como Wendy, Steve Harvey Show, Good Day LA y Good Day NY, entre otros.